# Двадцать пять рублей
Два́дцать пять рубле́й (25 рубле́й), (разг. четвертак, четвертной) — традиционная банкнота Российской империи, РСФСР, СССР и ряда других образований на территории бывшей Российской империи и бывшего СССР; стандартный цвет банкноты — серо-фиолетовый.
В современной России с 1992 года банкнота 25 рублей не выпускается. Выпускаются памятные монеты из серебра и медно-никелевого сплава. Ранее также выпускались памятные монеты из золота и палладия.
В СССР с 1988 года выпускались памятные монеты номиналом 25 рублей из палладия, в 1991 году — из золота.

## История

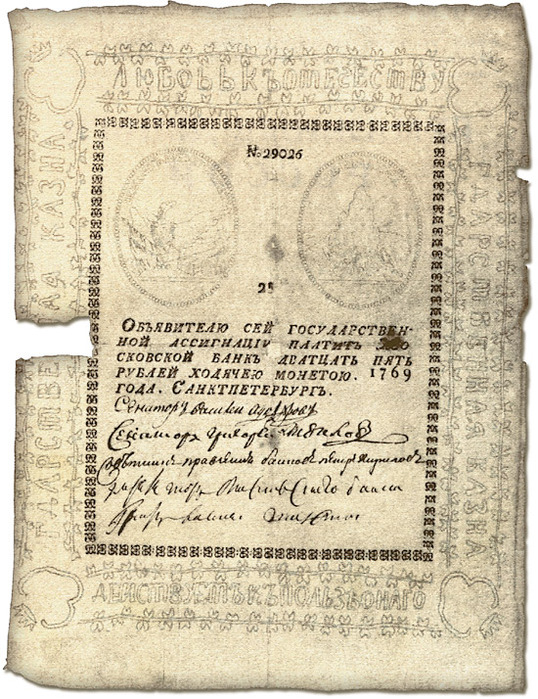
Ассигнация 25 рублей 1769 года.

В СССР банкноты номиналом 25 рублей имели хождение в 1922—1924 годах и после денежных реформ 1947 и 1961 годов. Новая банкнота номиналом 25 рублей после денежной реформы 1991 года не выпускалась. Банкноты с данным номиналом в современной России не выпускаются.

### ВРоссийской империи
Выпуск двадцатипятирублёвых ассигнаций был начат при Екатерине II в соответствии с манифестом от 29 декабря 1768 (9 января 1769) года.
При Николае II первый выпуск банкнот номиналом 25 рублей был в 1898 году. Второй выпуск в 1909 году. Банкноты печатались на бумаге розового цвета, размером 178×108 мм. На лицевой стороне банкноты было изображение Александра III, на оборотной — номинал цифрами и прописью, герб Российской империи.

### ВРСФСР
Банкноты печатали на бумаге лилово-коричневого цвета, размером 132×85 мм. На банкнотах изображался герб РСФСР, растительный орнамент, номинал цифрами и прописью.

### ВСССР
В Советском союзе банкноту печатали в 1947—1991 годах. Банкнота печаталась на бумаге фиолетового цвета, размером 124×62 мм. На лицевой стороне изображался номинал цифрами и прописью, герб СССР, портрет Ленина. На оборотной стороне печатался номинал на всех официальных языках республик СССР.

## Характеристики банкнот
| Изображение     | Изображение       | Размеры (мм) | Основные цвета | Описание | Описание                                                              | Описание                             | Дата выхода                |
| Лицевая сторона | Оборотная сторона | Размеры (мм) | Основные цвета | Лицевая сторона | Оборотная сторона                                                     | Водяной знак                         | Дата выхода                |
| --------------- | ----------------- | ------------ | -------------- | --- | --------------------------------------------------------------------- | ------------------------------------ | -------------------------- |
|                 |                   | 178×108      | Красный        | Портрет Александра III, номинал, пояснительные надписи                                                              | Герб России, номинал, подписи                                         | Есть                                 | 1909                       |
|                 |                   | 132×82       | Лиловый        | Номинал цифрами и прописью, пояснительные надписи                                                                   | Герб России, номинал цифрами и прописью                               | Есть                                 | 1918                       |
|                 |                   | 134×85       | Фиолетовый     | Герб РСФСР, номинал цифрами и прописью                                                                              | Номинал, текст условий деноминации                                    | Есть                                 | 1922                       |
|                 |                   | 40×66        | Фиолетовый     | Герб РСФСР, номинал цифрами и прописью                                                                              | —                                                                     | Есть                                 | 1922                       |
|                 |                   | 135×85       | Синий          | Герб РСФСР, номинал цифрами и прописью                                                                              | Номинал, текст условий деноминации                                    | Есть                                 | 1923                       |
|                 |                   | 135×85       | Синий          | Герб РСФСР, номинал цифрами и прописью                                                                              | Номинал, текст условий деноминации                                    | Есть                                 | 1923                       |
|                 |                   | 169×95       | Сине-зелёный   | Надпись «Билет Государственного банка СССР», портрет В. И. Ленина анфас, герб СССР, номинал цифрами и прописью.     | Номинал цифрами и прописью на официальных языках всех республик СССР. |                                      | 16 декабря 1947, март 1957 |
|                 |                   | 124×62       | Фиолетовый     | Надпись «Билет Государственного банка СССР», портрет В. И. Ленина в профиль, герб СССР, номинал цифрами и прописью. | Номинал цифрами и прописью на 15 официальных языках республик СССР.   | Тёмные и светлые пятиконечные звёзды | 1 января 1961              |

## Памятные монеты

### СССР
В конце 1980-х гг. Государственный банк СССР выпускал памятные монеты номиналом 25 рублей, изготовленных из палладия (1000-летие крещения Руси, серии «русский балет» и «500-летие единого русского государства»).

### Россия

#### из золота
Банк России начал выпуск золотых памятных монет достоинством 25 рублей 19 апреля 1993 года. Первой монетой данного номинала стала монета из серии «Русский балет». Всего по состоянию на 1 марта 2013 года было выпущено 35 видов золотых монет номиналом 25 рублей.

#### из серебра
Банк России начал выпуск серебряных памятных монет достоинством 25 рублей 19 апреля 1993 года. Первой монетой данного номинала стала монета из серии «Русский балет». Всего по состоянию на 2 апреля 2021 года было выпущено 156 видов серебряных монет номиналом 25 рублей.
| Изображение | Изображение | Диаметр (мм) | Описание | Описание                                                                                                 | Дата выпуска |
| Аверс       | Реверс      | Диаметр (мм) | Аверс | Реверс                                                                                                   | Дата выпуска |
| ----------- | ----------- | ------------ | --- | --- | ------------ |
|             |             | 60           | В центре диска: вверху — изображение Большого театра, под ним — надпись — «БОЛЬШОЙ ТЕАТР», ниже слева — обозначение металла, проба сплава и содержание драгоценного металла в чистоте, справа — товарный знак монетного двора, внизу — эмблема Банка России (двуглавый орёл художника И. Билибина). По окружности надписи, обрамлённые кругом из точек: вверху — «25 РУБЛЕЙ 199* г.», внизу — «БАНК РОССИИ».                                                        | Монеты данного вида выпускаются в рамках памятных программ Банка России с различными рисунками реверсов. | 1993 и 1994  |
|             |             | 60           | Изображение двуглавого орла (художник И. Билибин), по кругу надписи: вверху — «25 РУБЛЕЙ 199*», внизу — «БАНК РОССИИ». В нижней части — обозначение металла, проба сплава, содержание драгоценного металла в чистоте и товарный знак монетного двора. | Монеты данного вида выпускаются в рамках памятных программ Банка России с различными рисунками реверсов. | 1994—1997    |
|             |             | 60           | В центре диска — эмблема Банка России (двуглавый орёл художника И.Билибина, под ним надпись полукругом «БАНК РОССИИ»), обрамлённая кругом из точек и надписями по кругу: вверху — «ДВАДЦАТЬ ПЯТЬ РУБЛЕЙ», внизу — «**** г.», слева — обозначение металла, проба сплава, справа — содержание драгоценного металла в чистоте и товарный знак монетного двора. | Монеты данного вида выпускаются в рамках памятных программ Банка России с различными рисунками реверсов. | 1999—2004    |
|             |             | 60           | В центре — эмблема Банка России (двуглавый орёл с опущенными крыльями, под ним — надпись полукругом «БАНК РОССИИ»), обрамленная кругом из точек и надписями по кругу — вверху: «ДВАДЦАТЬ ПЯТЬ РУБЛЕЙ», внизу: слева — обозначения драгоценного металла и пробы сплава, в центре — дата выпуска «20** г.», справа — содержание химически чистого металла и товарный знак монетного двора.                                                                            | Монеты данного вида выпускаются в рамках памятных программ Банка России с различными рисунками реверсов. | 2005—2015    |
|             |             | 60           | В центре — рельефное изображение Государственного герба Российской Федерации, над ним вдоль канта — надпись полукругом: «РОССИЙСКАЯ ФЕДЕРАЦИЯ», обрамленная с обеих сторон сдвоенными ромбами, внизу под гербом: слева — обозначения драгоценного металла и пробы сплава, справа — содержание химически чистого металла и товарный знак монетного двора, внизу в центре в три строки — надпись: «БАНК РОССИИ», номинал монеты: «25 РУБЛЕЙ», год выпуска: «20** г.». | Монеты данного вида выпускаются в рамках памятных программ Банка России с различными рисунками реверсов. | 2016—2021    |

#### из платины
Банк России начал выпуск платиновых памятных монет достоинством 25 рублей 19 апреля 1993 года. Первой монетой данного номинала стала монета из серии «Русский балет». Всего по состоянию на 6 июня 1995 года было выпущено 3 вида платиновых монет номиналом 25 рублей.

#### из палладия
Банк России начал выпуск палладиевых памятных монет достоинством 25 рублей 24 ноября 1992 года. Первой монетой данного номинала стала монета «Екатерина II. Законодательница». Всего по состоянию на 28 декабря 1995 года было выпущено 13 видов палладиевых монет номиналом 25 рублей.

#### из золота и серебра (биметаллические)
Банк России начал выпуск биметаллических (золото+серебро) памятных монет достоинством 25 рублей 3 августа 2004 года. Первой монетой данного номинала стала монета из серии «300-летие денежной реформы Петра I». Всего по состоянию на начало 2012 года было выпущено 4 вида биметаллических (золото+серебро) монет номиналом 25 рублей.
| Изображение | Изображение | Диаметр (мм) | Описание | Описание | Дата выпуска                                                                                             |           |
| Аверс       | Реверс      | Диаметр (мм) | Аверс    | Реверс | Дата выпуска                                                                                             |           |
| ----------- | ----------- | ------------ | -------- | --- | --- | --------- |
|             |             | 60           | 900/900  | В центре — эмблема Банка России (двуглавый орёл с опущенными крыльями, под ним — надпись полукругом «БАНК РОССИИ»), обрамленная кругом из точек и надписями по кругу — вверху: «ДВАДЦАТЬ ПЯТЬ РУБЛЕЙ», внизу: слева — обозначения драгоценного металла и пробы сплава, в центре — дата выпуска «200* г.», справа — содержание химически чистого металла и товарный знак монетного двора. | Монеты данного вида выпускаются в рамках памятных программ Банка России с различными рисунками реверсов. | 2004 2006 |
|             |             | 60           | 925/999  | В центре — эмблема Банка России (двуглавый орёл с опущенными крыльями, под ним — надпись полукругом «БАНК РОССИИ»), обрамленная кругом из точек и надписями по кругу — вверху: «ДВАДЦАТЬ ПЯТЬ РУБЛЕЙ», внизу: слева — обозначения драгоценного металла и пробы сплава, в центре — дата выпуска «20** г.», справа — содержание химически чистого металла и товарный знак монетного двора. | Монеты данного вида выпускаются в рамках памятных программ Банка России с различными рисунками реверсов. | 2008 2011 |

#### из недрагоценных металлов
На конец 2023 года выпущено 70 разновидностей 25-рублевых монет из медно-никелевого сплава и 2 разновидности из стали с никелевым гальваническим покрытием. Первая серия 25-рублевых монет, с изображением эмблемы Игр в Сочи на фоне гор, выпущена 15 апреля 2011 года. Тираж монеты составляет 9 750 000 штук. Данная монета вводится в оборот по номиналу по «каналам наличного денежного обращения». 27 декабря 2011 выпущена аналогичная монета, на реверсе которой надпись «sochi», дата: «2014» и пять олимпийских колец исполнены цветной тампонной печатью. Тираж монеты составляет 250 000 штук.
21 февраля 2012 года выпущена памятная монета номиналом 25 рублей, на оборотной стороне которой расположены изображения трёх талисманов и эмблемы XXII Олимпийских зимних игр 2014 года в г. Сочи. Тираж монеты составляет 9 750 000 штук.
Также 1 ноября 2012 года была выпущена монета с аналогичным дизайном, с использованием цветной тампонной печати. Тираж монеты составляет 250 000 штук.
12 марта 2013 года выпущена памятная монета номиналом 25 рублей для массового обращения, посвящённая Зимним Паралимпийским играм 2014 года в Сочи. На ней изображены талисманы — Лучик и Снежинка. (тираж — до 10 миллионов). Также 17 июня 2013 года была выпущена монета с аналогичным дизайном, с использованием цветной тампонной печати. Тираж монеты составляет 250 000 штук.
В 2013 году были выпущены ещё две монеты, посвящённые Эстафете Олимпийского огня. Первая монета выпущена 30 октября (тираж до 20 миллионов штук), вторая — цветная — 5 ноября (тираж 250 000 штук). Год на аверсе — 2014.
В конце 2013 года были отчеканены три монеты: на первой — изображение эмблемы XXII Олимпийских зимних игр 2014 года в г. Сочи на фоне гор, на второй — изображения трёх талисманов и эмблемы XXII Олимпийских зимних игр 2014 года в г. Сочи, на третьей — изображения двух талисманов и логотипа XI Паралимпийских зимних игр 2014 года в г. Сочи. На аверсах всех монет — 2014 год чеканки. Эти три монеты завершают серию памятных 25-рублёвых монет, посвящённых зимним Олимпийским играм в Сочи 2014 года.
| Изображение | Изображение     | Диаметр (мм) | Описание | Описание | Дата выпуска    |
| Аверс       | Реверс          | Диаметр (мм) | Аверс | Реверс | Дата выпуска    |
| ----------- | --------------- | ------------ | --- | --- | --------------- |
|             |                 | 27           | В центре диска — рельефное изображение Государственного герба Российской Федерации (двуглавый орел, поднявший вверх распущенные крылья. Орел увенчан двумя малыми и — над ними — одной большой короной, соединенными лентой. В правой лапе орла — скипетр, в левой — держава. На груди орла, в щите — всадник в плаще на коне, поражающий копьем опрокинутого навзничь и попранного конём дракона), вверху вдоль канта — надпись полукругом: «РОССИЙСКАЯ ФЕДЕРАЦИЯ», обрамленная с обеих сторон орнаментом в виде сдвоенных ромбов, в нижней части диска, у канта — горизонтальная надпись: «25 РУБЛЕЙ», под ней — год выпуска («2011 г.», «2012 г.», «2013 г.» или «2014 г.»), над ней справа — товарный знак монетного двора. | В средней части диска, на фоне рельефного изображения горы — горизонтальная надпись: «sochi.ru», под ней, на участке тени, отбрасываемой горой — дата: «2014» и пять олимпийских колец. | 15 апреля 2011  |
|             | 27 декабря 2011 | 27           | В центре диска — рельефное изображение Государственного герба Российской Федерации (двуглавый орел, поднявший вверх распущенные крылья. Орел увенчан двумя малыми и — над ними — одной большой короной, соединенными лентой. В правой лапе орла — скипетр, в левой — держава. На груди орла, в щите — всадник в плаще на коне, поражающий копьем опрокинутого навзничь и попранного конём дракона), вверху вдоль канта — надпись полукругом: «РОССИЙСКАЯ ФЕДЕРАЦИЯ», обрамленная с обеих сторон орнаментом в виде сдвоенных ромбов, в нижней части диска, у канта — горизонтальная надпись: «25 РУБЛЕЙ», под ней — год выпуска («2011 г.», «2012 г.», «2013 г.» или «2014 г.»), над ней справа — товарный знак монетного двора. | В средней части диска, на фоне рельефного изображения горы — горизонтальная надпись: «sochi.ru», под ней, на участке тени, отбрасываемой горой — дата: «2014» и пять олимпийских колец. |                 |
|             |                 | 27           | В центре диска — рельефное изображение Государственного герба Российской Федерации (двуглавый орел, поднявший вверх распущенные крылья. Орел увенчан двумя малыми и — над ними — одной большой короной, соединенными лентой. В правой лапе орла — скипетр, в левой — держава. На груди орла, в щите — всадник в плаще на коне, поражающий копьем опрокинутого навзничь и попранного конём дракона), вверху вдоль канта — надпись полукругом: «РОССИЙСКАЯ ФЕДЕРАЦИЯ», обрамленная с обеих сторон орнаментом в виде сдвоенных ромбов, в нижней части диска, у канта — горизонтальная надпись: «25 РУБЛЕЙ», под ней — год выпуска («2011 г.», «2012 г.», «2013 г.» или «2014 г.»), над ней справа — товарный знак монетного двора. | Официальные талисманы XXII Олимпийских зимних игр — заяц, снежный барс и медведь. | 21 февраля 2012 |
|             | 1 ноября 2012   | 27           | В центре диска — рельефное изображение Государственного герба Российской Федерации (двуглавый орел, поднявший вверх распущенные крылья. Орел увенчан двумя малыми и — над ними — одной большой короной, соединенными лентой. В правой лапе орла — скипетр, в левой — держава. На груди орла, в щите — всадник в плаще на коне, поражающий копьем опрокинутого навзничь и попранного конём дракона), вверху вдоль канта — надпись полукругом: «РОССИЙСКАЯ ФЕДЕРАЦИЯ», обрамленная с обеих сторон орнаментом в виде сдвоенных ромбов, в нижней части диска, у канта — горизонтальная надпись: «25 РУБЛЕЙ», под ней — год выпуска («2011 г.», «2012 г.», «2013 г.» или «2014 г.»), над ней справа — товарный знак монетного двора. | Официальные талисманы XXII Олимпийских зимних игр — заяц, снежный барс и медведь. |                 |
|             |                 | 27           | В центре диска — рельефное изображение Государственного герба Российской Федерации (двуглавый орел, поднявший вверх распущенные крылья. Орел увенчан двумя малыми и — над ними — одной большой короной, соединенными лентой. В правой лапе орла — скипетр, в левой — держава. На груди орла, в щите — всадник в плаще на коне, поражающий копьем опрокинутого навзничь и попранного конём дракона), вверху вдоль канта — надпись полукругом: «РОССИЙСКАЯ ФЕДЕРАЦИЯ», обрамленная с обеих сторон орнаментом в виде сдвоенных ромбов, в нижней части диска, у канта — горизонтальная надпись: «25 РУБЛЕЙ», под ней — год выпуска («2011 г.», «2012 г.», «2013 г.» или «2014 г.»), над ней справа — товарный знак монетного двора. | Официальные талисманы XI Паралимпийских зимних игр 2014 года. | 12 марта 2013   |
|             | 17 июня 2013    | 27           | В центре диска — рельефное изображение Государственного герба Российской Федерации (двуглавый орел, поднявший вверх распущенные крылья. Орел увенчан двумя малыми и — над ними — одной большой короной, соединенными лентой. В правой лапе орла — скипетр, в левой — держава. На груди орла, в щите — всадник в плаще на коне, поражающий копьем опрокинутого навзничь и попранного конём дракона), вверху вдоль канта — надпись полукругом: «РОССИЙСКАЯ ФЕДЕРАЦИЯ», обрамленная с обеих сторон орнаментом в виде сдвоенных ромбов, в нижней части диска, у канта — горизонтальная надпись: «25 РУБЛЕЙ», под ней — год выпуска («2011 г.», «2012 г.», «2013 г.» или «2014 г.»), над ней справа — товарный знак монетного двора. | Официальные талисманы XI Паралимпийских зимних игр 2014 года. |                 |
|             |                 | 27           | В центре диска — рельефное изображение Государственного герба Российской Федерации (двуглавый орел, поднявший вверх распущенные крылья. Орел увенчан двумя малыми и — над ними — одной большой короной, соединенными лентой. В правой лапе орла — скипетр, в левой — держава. На груди орла, в щите — всадник в плаще на коне, поражающий копьем опрокинутого навзничь и попранного конём дракона), вверху вдоль канта — надпись полукругом: «РОССИЙСКАЯ ФЕДЕРАЦИЯ», обрамленная с обеих сторон орнаментом в виде сдвоенных ромбов, в нижней части диска, у канта — горизонтальная надпись: «25 РУБЛЕЙ», под ней — год выпуска («2011 г.», «2012 г.», «2013 г.» или «2014 г.»), над ней справа — товарный знак монетного двора. | Эстафета Олимпийского огня зимних Олимпийских игр в Сочи 2014 года. | 30 октября 2013 |
|             | 5 ноября 2013   | 27           | В центре диска — рельефное изображение Государственного герба Российской Федерации (двуглавый орел, поднявший вверх распущенные крылья. Орел увенчан двумя малыми и — над ними — одной большой короной, соединенными лентой. В правой лапе орла — скипетр, в левой — держава. На груди орла, в щите — всадник в плаще на коне, поражающий копьем опрокинутого навзничь и попранного конём дракона), вверху вдоль канта — надпись полукругом: «РОССИЙСКАЯ ФЕДЕРАЦИЯ», обрамленная с обеих сторон орнаментом в виде сдвоенных ромбов, в нижней части диска, у канта — горизонтальная надпись: «25 РУБЛЕЙ», под ней — год выпуска («2011 г.», «2012 г.», «2013 г.» или «2014 г.»), над ней справа — товарный знак монетного двора. | Эстафета Олимпийского огня зимних Олимпийских игр в Сочи 2014 года. |                 |

## Галерея банкнот

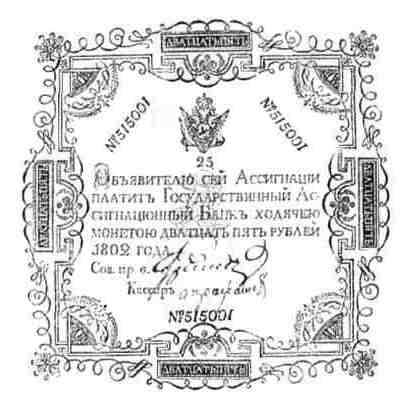
Ассигнационный рубль. 1802. Образец
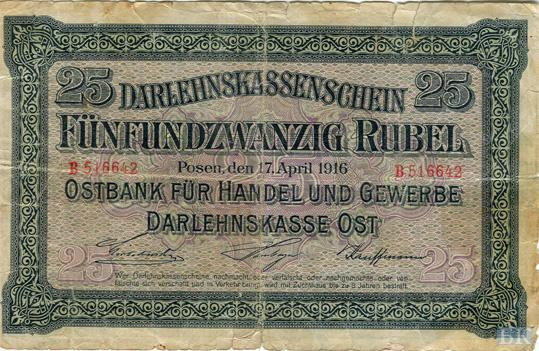
25 ост-рублей Германии. 1916
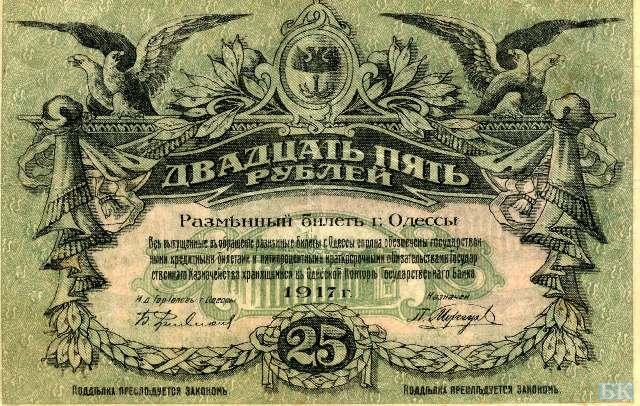
Одесские деньги. 1917
Обязательство Государственного казначейства Латвии, 1919
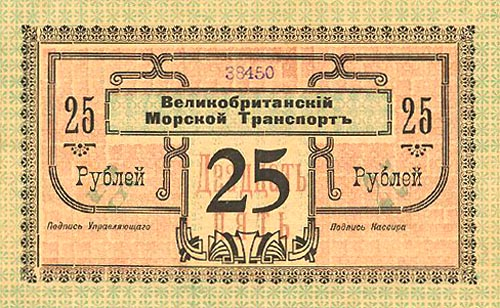
Бон 25 рублей. Великобританский морской транспорт. 1918
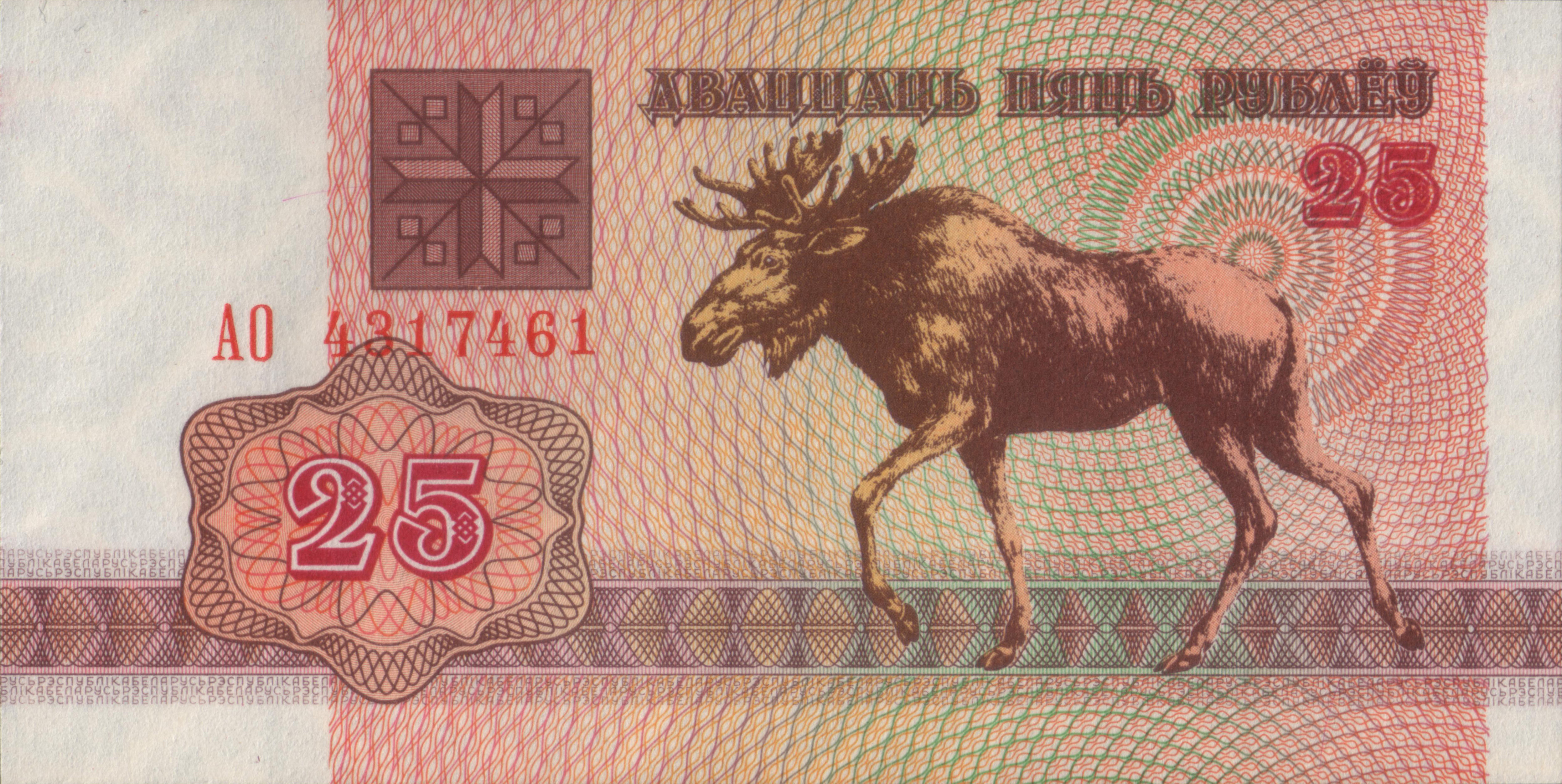
Белорусские 25 рублей (1992)
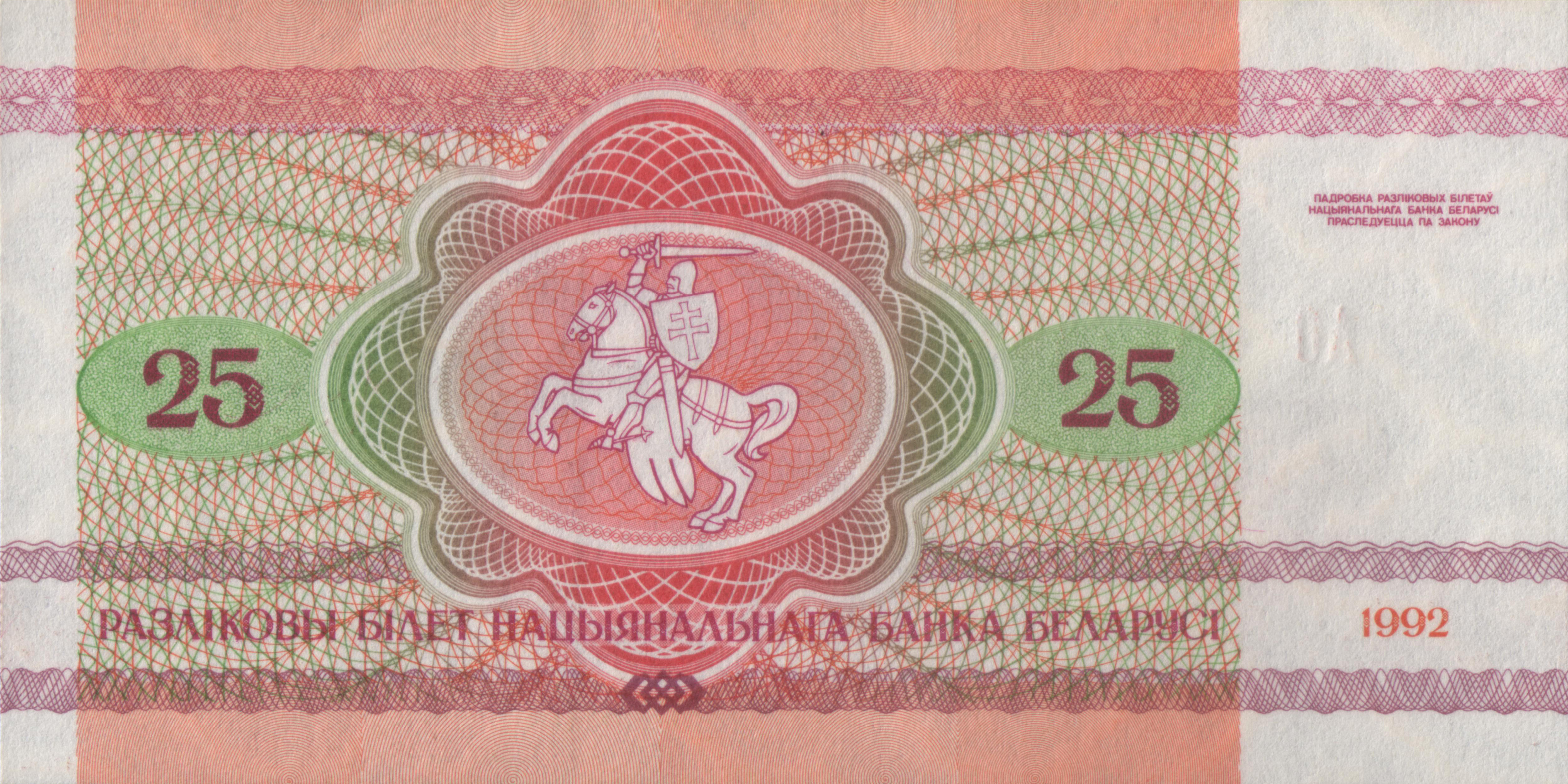
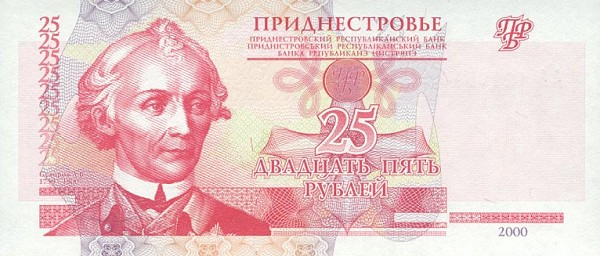
Приднестровский рубль. 2000
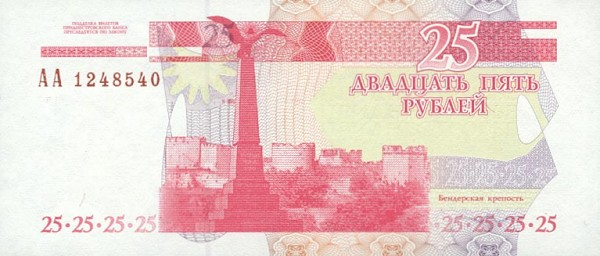
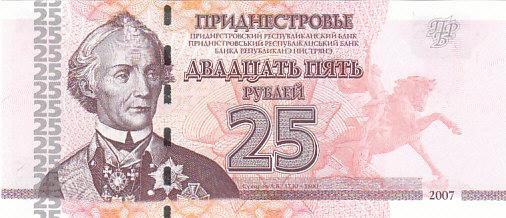
Приднестровские 25 рублей. 2007
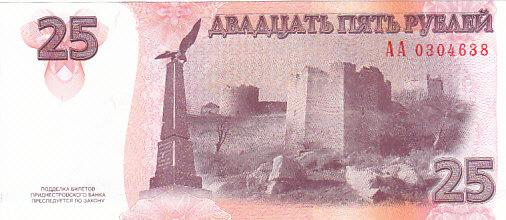

## Интересные факты
В первой четверти XIX века двадцатипятирублёвка называлась «белой бумажкой». Писатель-декабрист А. А. Бестужев писал: «Разменяйте белую бумажку, — и вы будете кушать славу, слушать славу, курить славу, утираться славой, топтать её подошвами».